# 尤莉·馬富阿
尤莉·馬富阿（印尼語：Yuli Marfuah，1979年7月14日—），是一名已退役印尼女子羽球運動員，出生於萬隆。
尤莉曾經贏得1997年波蘭羽球國際賽女子單打冠軍。2000年，她獲選加入印尼國家羽毛球隊，贏得該年度的優霸盃冠軍。2001年蘇迪曼盃則獲得亞軍。兩年後，她贏得印尼個人錦標賽冠軍。